# Castelul Łęczyca
Castelul Regal Łęczyca este un castel medieval situat în Łęczyca, Polonia. Castelul a fost ridicat de Cazimir al III-lea cel Mare ca o fortificație, de-a lungul anilor 1357-1370.

## Istoric
Imediat după ce a fost finalizată construcția castelului, acesta a devenit reședința regelui Cazimir cel Mare, iar apoi a fost sediul guvernatorului od Łęczyca. În 1406 a fost ars de către cavalerii teutoni și reconstruit în următorii ani pentru a servi ca un loc pentru conferințe în 1409, unde au fost luate deciziile în legătură cu războiul ce se apropia cu Ordinul. După Bătălia de la Grunwald, mulți dintre cavalerii teutoni au fost încarcerați aici. În anii următori, aici au avut loc patru diete (1420, 1448, 1454 și 1462), iar castelul a devenit sediul regelui Cazimir al IV-lea Jagiellon dintr-un alt război cu Ordinul (1454-1466).
După un incendiu mare în a doua jumătate a secolului al XV-lea, castelul rămâne în ruine pâna la îceputul anilor 1560. Apoi, în 1563-1565, Jan Lutomirski, Marele trezorier al Coroanei a reconstruit castelul complet. Costul întregului proiect s-a ridicat la aproape 3.000 de florini, luați din trezoreria regală. Dezastrele care au lovit cetatea în prima jumătate a secolului al XVII-lea l-au ajutat pe generalul suedez Robert Douglas, Conte de Skenninge, să ia castelul, care a fost apărat de starostele Jakub Olbrycht Szczawiński, din timpul Potopului în 1655. El a fost distrus complet în 1707 în timpul unei altei ocupații suedeze.
De-a lungul următorilor ani, localnicii au folosit ruinele castelului ca o sursă de materiale de construcție. După Al Doilea Război Mondial, castelul a devenit sediul trupei de cercetași, iar în 1964 s-a început reconstrucția lui.